# 吉識雅夫
吉識 雅夫（よしき まさお、1908年1月20日 - 1993年6月27日）は、日本の船舶工学者、東京大学名誉教授。兵庫県福崎町名誉町民。理学博士（1945年・東京帝国大学、論文タイトルは『圧縮ヲ受ケル船体構造部分ノ挫屈並ニ圧壊強度ノ研究』）

## 来歴
長崎県対馬生まれ、兵庫県福崎町出身。旧制一高、東京帝国大学工学部卒業。東京理科大学学長、学士会理事長（第5代、1988年から没時まで）などを務めた。
船体構造の強度や振動に対する研究で功績を上げる。東京大学在住中は、船舶の構造力学に関する研究並びに教鞭に従事した。特に船の大型化および溶接に関する研究に専念し、日本造船業を当時「世界一の造船王国」に導くことに大きく寄与する。造船における電気溶接技術並びに船体構造技術の研究が、大型タンカー生産に貢献し、また、国産大型H-IIロケットの決定等にも携わる。
没後、出身地の兵庫県福崎町では吉識の功績をたたえ、市内の中学生を対象に「福崎町吉識雅夫科学賞」を創設した。

## 学術賞
- 1966年：「船舶の大型化に対する船体構造力学の研究」で日本学士院賞
- 1968年：「構造用鋼板の脆性破壊の研究」で藤原賞

## 栄誉
- 1968年：紫綬褒章
- 1977年：レジオン・ド・ヌール勲章シュヴァリエ
- 1975年：文化功労者
- 1978年：勲一等瑞宝章
- 1982年：文化勲章、日本学士院会員。